# Rathaus (Ellingen)

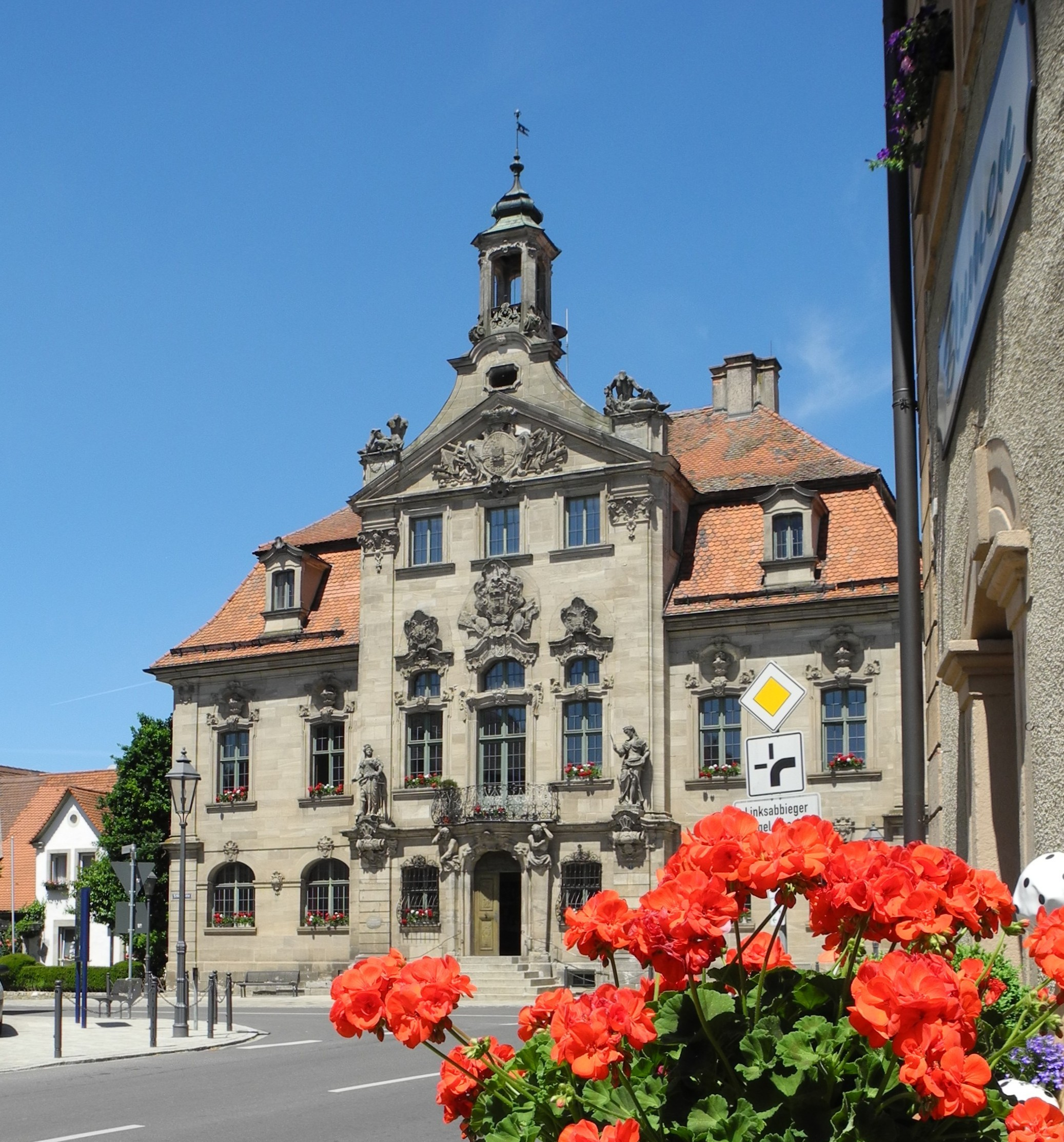
Ellinger Rathaus mit reichem Fassadendekor

Das Rathaus der Stadt Ellingen im mittelfränkischen Landkreis Weißenburg-Gunzenhausen steht in der Stadtmitte an der Kreuzung Weißenburger Straße/Schlossstraße. Das Gebäude mit der Adresse Weißenburger Straße 1 ist unter der Denkmalnummer D-5-77-125-111 als Baudenkmal in die Bayerische Denkmalliste eingetragen.
Das spätbarocke Gebäude wurde von 1744 bis 1747 vom Deutschen Orden nach Plänen von Franz Joseph Roth, einem Stuckateur und Baumeister, erbaut. Es enthielt ursprünglich die Obergerichtsverwaltung der Landkomturei Ellingen. Zudem enthielt es auch eine Apotheke, ein Versammlungsraum, Schreibstuben, Bürgerstube und ein Gefängnis. 1794 fanden Umbauten nach Plänen von Balthasar Gaab statt. Eine Innensanierung fand 1860 bis 1861 statt.
Der zweigeschossige Mansarddachbau besteht aus Sandstein und trägt auf dem Dach einen Glockenturm. An der Südwestecke des Gebäudes stand ein Pranger. Das Gebäude weist auf der Südseite einen Mittelrisalit und eine Vortreppe auf. Die Rokokostatuen der Fassade stammen von Friedrich Maucher und Johann Peter Wagner. Nach der Bombardierung im Zweiten Weltkrieg, bei dem das Gebäude zum Teil schwer beschädigt worden ist, wurde es 1950 rekonstruiert.